# Weather Wars
Weather Wars (Storm War) è un film del 2011 diretto da Todor Chapkanov.
In Italia la pellicola, drammatico/fantascientifica, è stata distribuita per il mercato home video in DVD.

## Trama
Lo scienziato Marcus Grange, inventore del Thundered, un'arma in grado di provocare sconvolgimenti climatici, desidera vendicarsi dopo che il suo progetto è stato accantonato dal governo statunitense per l'opposizione del senatore Aldrich. Pur essendosi ridotto, a seguito dell'insuccesso, a vivere come un barbone, Marcus dispone ancora delle apparecchiature del Thundered e decide di utilizzarle per scopi distruttivi. Mentre i suoi due figli, David e Jacob, con l'aiuto dalla scienziata Samantha, cercano di sventarne i piani, Marcus scatena delle calamità climatiche sul Pentagono e sulla città di Washington.